# Alloprocris
Alloprocris is een geslacht van vlinders van de familie bloeddrupjes (Zygaenidae), uit de onderfamilie Procridinae.

## Soorten
- A. adusta Draeseke, 1926
- A. augustae Alberti, 1940
- A. draesekei Hering, 1925
- A. spielhagenae Alberti, 1954